# Trachymene

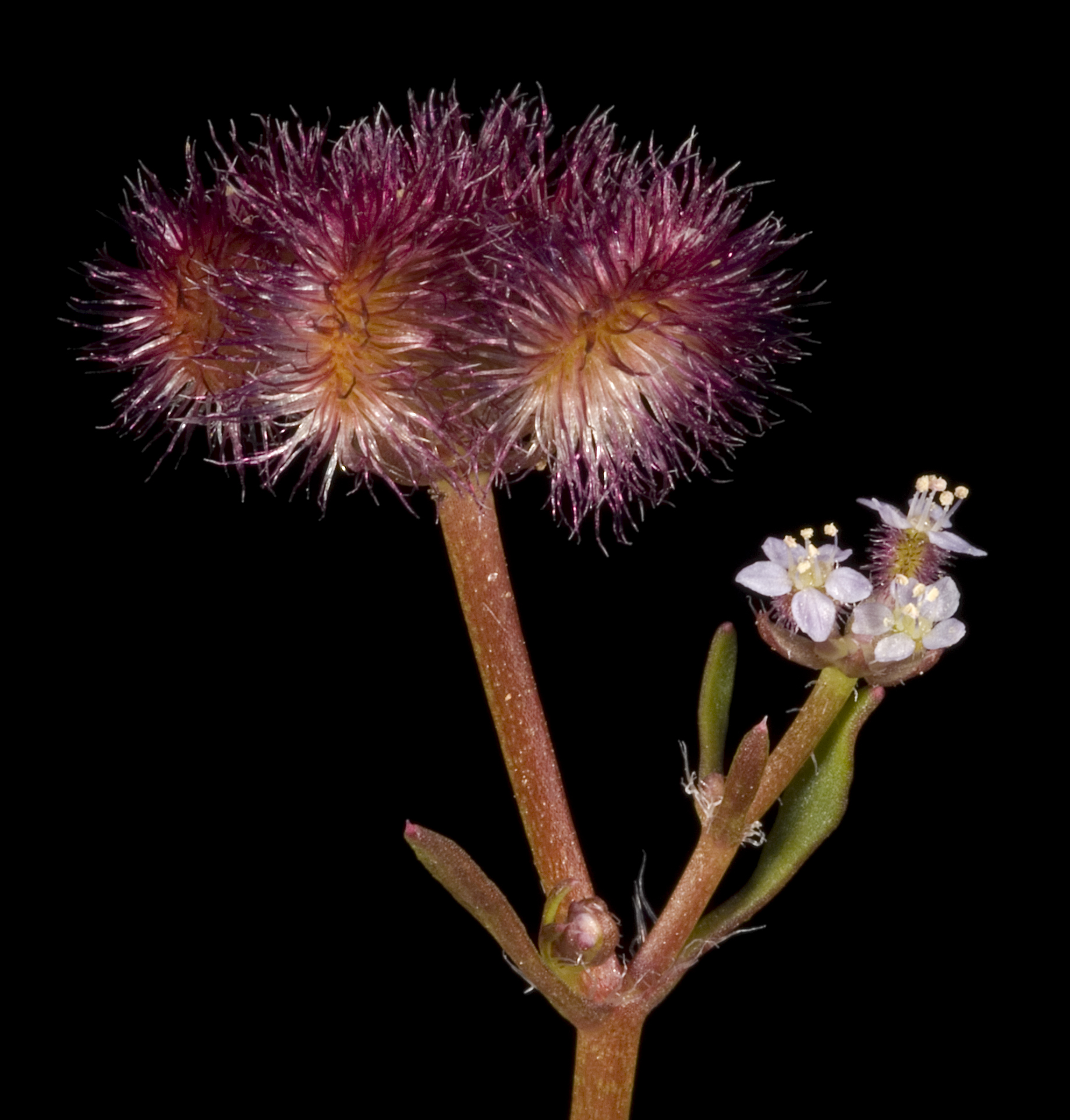
Trachymene cyanopetala

Trachymene es un género de plantas perteneciente a la familia de las apiáceas. Comprende 131 especies descritas y de estas, las 131 pendientes de ser aceptadas.

## Taxonomía
El género fue descrito por Edward Rudge y publicado en Trans. Linn. Soc. London 10: 300. 1811. La especie tipo es: Trachymene incisa Rudge. 	

## Algunas especies
A continuación se brinda un listado de las especies del género Trachymene descritas hasta julio de 2013, ordenadas alfabéticamente. Para cada una se indica el nombre binomial seguido del autor, abreviado según las convenciones y usos.
- Trachymene acerifolia C.Norman
- Trachymene acrotricha Buwalda
- Trachymene adenodes Buwalda
- Trachymene albida Paxton
- Trachymene anceps DC.